# I Prevail
I Prevail est un groupe américain de rock, originaire de Southfield, dans le Michigan. Ils publient leur premier EP Heart vs. Mind (2014) et gagnent en popularité en publiant une reprise metal de Blank Space de Taylor Swift en tant que single, qui est finalement certifiée disque de platine aux États-Unis. Le groupe a depuis sorti trois albums studio : Lifelines (2016), Trauma (2019) et True Power (2022).
Le groupe a également rencontré le succès avec ses propres morceaux, les singles Breaking Down et Hurricane se classant bien sur les radios rock, le single Bow Down étant nommé pour le Grammy Award de la « meilleure performance metal » en 2019, et Trauma pour le Grammy Award du « meilleur album rock la même année ».

## Histoire

### Heart vs. Mind EP(2014–2016)
I Prevail se forme fin 2013. Le 1er décembre 2014, le groupe poste une reprise de Blank Space de Taylor Swift sur YouTube,,. Elle se classe à la 90e place du Billboard Hot 100, et à la 23e place du classement américain Mainstream Rock Songs La reprise est certifiée disque de platine en 2019,. Le 10 décembre 2014, le groupe sort les deux premiers singles de l'EP, Love, Lust, and Liars et The Enemy. Le groupe sort son premier EP, Heart vs. Mind, le 17 décembre 2014. En 2015, avant l'enregistrement de leur premier album, le guitariste rythmique Jordan Berger quitte le groupe. Le groupe s'adjoint les services de Tony Camposeo à la basse et de Dylan Bowman à la guitare rythmique, qui deviendront par la suite des membres à part entière. Le groupe s'embarque pour le Heart vs. Mind Tour et le Massive Addictive Tour. Le 24 juin 2015, ils annoncent une tournée d'été appelée The Crossroads Tour. Le groupe fait la première partie de Crown the Empire et Hollywood Undead en septembre et octobre 2015 lors du Day of the Dead Tour et joue certains concerts, ainsi que la première partie de Pop Evil en décembre.

### Lifelineset tournées (2016–2019)
Le 17 mai 2016, le groupe annonce sa tournée en tête d'affiche Strike the Match Tour tout au long de l'été,, avec des invités spéciaux The White Noise, My Enemies and I, et Bad Seed Rising,. Le 20 juin 2016, le groupe révèle le nom de son premier album, Lifelines, et le 21 juillet 2016 annonce qu'il sera disponible à partir du 21 octobre 2016. Le premier single de l'album, Scars, sort le 1er juillet 2016. Le 19 juillet 2016, I Prevail annonce sur les médias sociaux qu'il assurerait la première partie de Pierce the Veil aux côtés de Neck Deep sur la tournée Journey's Made to Destroy de septembre à octobre 2016. Le 14 août 2016, le groupe sort le deuxième single de l'album, Stuck in Your Head. Le 28 septembre 2016, le groupe sort son troisième single Come and Get It via Short.Fast.Loud, une émission de radio punk et hardcore basée en Australie sur la station de jeunesse Triple J. En décembre 2016, il est annoncé que le bassiste Tony Camposeo quitte le groupe pour se concentrer sur la production de musique.
Le 22 mars 2017, la participation d'I Prevail au Vans Warped Tour 2017 est confirmée. Fin mars/début avril 2017, le groupe effectue sa première grande tournée en tête d'affiche à l'étranger, qui comprenait des concerts à guichets fermés à travers l'Australie. Le 30 mai 2017, I Prevail annonce le départ de Lee Runestad, et l'arrivée de Eli Clark en tant que bassiste de tournée et de Gabe Helguera de Drum Beats Online en tant que batteur de tournée. Le 8 août 2017, I Prevail annonce une tournée automne-hiver en tête d'affiche avec The Word Alive, We Came as Romans et Escape the Fate. Brian Burkheiser est mis en repos vocal d'urgence et en pause temporaire en raison d'une grave lésion des cordes vocales,.

### Trauma(2019–2022)
Le 19 février 2019, le groupe annonce un prochain album intitulé Trauma et demande aux fans de partager l'annonce sur les médias sociaux 100 000 fois avant la sortie du premier single. Le 26 février 2019, le groupe publie le premier single de l'album, Bow Down. Plus tard le même jour, le groupe publie Breaking Down, le deuxième titre de l'album. Plus tard le même jour, le groupe sort Breaking Down, un deuxième titre de l'album. Parallèlement à la sortie du nouveau single, Gabe Helguera devient un membre à temps plein du groupe, bien qu'Eli Clark ait été absent des deux nouveaux clips. Selon le profil LinkedIn d'Eli, il a quitté le groupe en janvier 2019.
Le groupe part est en Australie pour le Download Festival en mars 2019,. Le 18 mars 2019, le groupe sort le troisième single du nouvel album, Paranoid. Trauma sort le 29 mars 2019,. L'album est la quatrième meilleure vente de la semaine aux États-Unis à sa sortie, tandis que son premier single, Breaking Down, atteint le top 10 du classement Billboard Mainstream Rock Songs en mai 2019,. Le 6 août 2019, A Day to Remember annonce que I Prevail, Beartooth et Can't Swim assureraient leur première partie lors de leur tournée en tête d'affiche Degenerates,. En novembre 2019, le groupe reçoit deux nominations aux Grammy Awards : « meilleur album rock » pour Trauma, et « meilleure performance metal » pour Bow Down,,.

### True Power(depuis 2022)
Le 17 juin 2022, le groupe sort le single Body Bag,,. La chanson est le premier single de leur troisième album studio True Power, qui sort le 19 août 2022,,. Le 12 juillet 2022, le groupe sort le deuxième single Bad Things. Le 19 août 2022, le groupe sort un clip vidéo pour la chanson Self-Destruction. En juin 2022, le groupe annonce sa tournée True Power Tour qui débute à Asbury Park, dans le New Jersey, avec en première partie Pierce the Veil, Fit for a King et Stand Atlantic (du 24 octobre au 22 novembre) et Yours Truly (du 9 septembre au 9 octobre),. La tournée se déroulera du 9 septembre au 22 novembre et se terminera à Détroit, dans Michigan,  Le 22 novembre 2022, le groupe sort un clip vidéo pour la chanson There's Fear In Letting Go. Le 16 mars 2023, le groupe sort un clip pour la chanson Deep End,..
Le 15 Mai 2025 via leur compte Instagram, le groupe annonce le départ de Brian.

## Style musical
Le style musical de I Prevail a été décrit comme post-hardcore,,,, metalcore,,,, pop punk,, hard rock,, nu metal, rap metal, metalcore mélodique et metal alternatif. Le groupe mêle des éléments de heavy metal,, rock alternatif, musique électronique,, hip-hop,, trap, trap metal, rap, et pop.
James Christopher Monger d'AllMusic a décrit le son du groupe comme un « mélange de metalcore, de pop-punk et de post-hardcore qui invoque des noms comme Bring Me the Horizon, We Came as Romans, et A Day to Remember ».

## Discographie

### Albums studio
- 2016 : Lifelines (Fearless Records)
- 2019 : Trauma
- 2022 : True Power

### EP
- 2014 : Heart vs. Mind